# BFI Flare: London LGBTIQ+ Film Festival
Das BFI Flare: London LGBTIQ+ Film Festival (ehemals unter dem Namen London Lesbian and Gay Film Festival (LLGFF))  ist ein Filmfestival für Filme mit bi-, trans- und homosexuellen Inhalten.
Als Vorläufer organisierte Richard Dyer 1977 ein Filmfestival mit 30 Filmen. Dies blieb jedoch auf lange Zeit ein einzelnes Ereignis. Das Festival findet seit 1986 im Frühling in London statt und wird vom British Film Institute veranstaltet. Aus einem Programm des Tyneside Film Festival (Tyneside Cinema) von Peter Packer stellte Mark Finch ein Programm von neun Filmen in fünf Tagen zusammen und nannte es Gay's Own Pictures. 1988 erhielt das Filmfestival seinen heutigen Namen. In den ersten Jahren dauerte das Festival zwei Wochen, wurde dann aber auf eine Woche verkürzt. Die Filme werden im Kino BFI Southbank gezeigt.
In den Monaten nach dem eigentlichen Festival in London Ende März war eine Auswahl unter dem Titel London Lesbian and Gay Film Festival on Tour bis mindestens 2010 in mehreren Städten im Vereinigten Königreich und Irland unterwegs und teilweise in den Veranstaltungsplan der lokalen Gay Prides oder anderer Kulturevents eingebaut. 2006 beispielsweise machte es dabei von Mai bis September in 40 Städten und Orten halt. 2010 war es drei Monate unterwegs. Seit 2014 trägt das Festival den Namen BFI Flare.

## Bedeutung
Das Festival ist das drittgrößte Filmfestival im Vereinigten Königreich und das größte (2007) bzw. drittgrößte (2011) Queer-Film-Festival Europas. Es ist das am längsten laufende Queer-Film-Festival des Vereinigten Königreichs.
| Jahr | Tage | Besucher | Quelle |
| ---- | ---- | -------- | ------ |
| 1986 | 5    |          | [ 9 ]  |
| 2003 |      | 25.000   | [ 10 ] |
| 2004 |      | 24.000   | [ 11 ] |
| 2007 |      | 24.500   | [ 6 ]  |
| 2011 | 6    | 16.000   | [ 12 ] |
| 2012 | 10   | 21.224   | [ 13 ] |

Das Festival ist groß genug, dass die Programmmacher jeweils bis kurz vor Weihnachten auf Angebote von interessierten Filmemachern, deren Werke noch nicht im Vereinigten Königreich veröffentlicht wurden, warten.